# 蔣坊郷
蔣坊郷（しょうぼうきょう）は中華人民共和国湖南省邵陽市城歩ミャオ族自治県の郷。

## 典拠
北宋のとき、当地に「漿加坊」というお店がありました。「漿加坊」と「蔣坊」は発音が似ていますので、ここは「蔣坊郷」と名づけました。

## 行政区画
- 鋪頭村
- 杉坊村
- 柳林村
- 梘坪村
- 大同村
- 竹聯村
- 太和村

## 地理
蔣坊郷は城歩ミャオ族自治県北部に位置し、北及び東は茅坪鎮と、西は睢寧県と、南は儒林鎮とそれぞれ接している。

## 交通

### 道路
- 省道219
- 省道319